# Break Up with Your Girlfriend, I'm Bored
"Break Up with Your Girlfriend, I'm Bored" (estilizada como "break up with your girlfriend, i'm bored") é uma canção da cantora estadunidense Ariana Grande, contida em seu quinto álbum de estúdio Thank U, Next (2019). Foi composta pela própria em conjunto com Max Martin, Ilya Salmanzadeh e Savan Kotecha, e produzida por Martin e Ilya, com a intérprete encarregando-se da produção vocal. A sua gravação ocorreu em dezembro de 2018 nos MXM Studios, em Los Angeles, Califórnia e Estocolmo, e Wolf Cousins Studios em Estocolmo. Por apresentar demonstrações de "It Makes Me Ill", do grupo 'N Sync, Kandi Burruss e Kevin Briggs são adicionalmente creditados como compositores.
A faixa foi lançada em 8 de fevereiro de 2019, através da Republic Records, servindo como o quarto single do disco, com seu vídeo musical acompanhante, dirigido por Hannah Lux Davis, estreando no mesmo dia. "Break Up with Your Girlfriend, I'm Bored" alcançou o número um na Eslováquia, Grécia, Irlanda, Nova Zelândia e Reino Unido.

## Antecedentes
"Break Up with Your Girlfriend, I'm Bored" foi anunciado como parte do álbum Thank U, Next, em 22 de janeiro de 2019. A faixa substituiu "Remember", uma música previamente planejada para estar no álbum, mas Grande sentiu que era muito pessoal para ela liberar. Um trecho da música foi divulgado via Instagram em 23 de janeiro de 2019. Em 5 de fevereiro, três dias antes do lançamento do álbum, Grande anunciou que a música serviria como o terceiro single do álbum.

## Composição
A música está na tonalidade de C menor, tem um tempo de 170 bpm e está no tempo 4/4. O verso e o refrão usam um vamp de 2 acordes com dois compassos cada de C menor e F menor, enquanto o pré-refrão usa a progressão Eb -% - Dm-G7.

## Desempenho comercial
No Reino Unido, "Break Up with Your Girlfriend, I'm Bored" estreou em primeiro lugar no UK Singles Chart com 85.000 vendas combinadas, destronando o outro single de Grande "7 Rings" e se tornando seu quinto single número um no gráfico. Grande fez história ao se tornar a primeira artista feminina a se substituir em primeiro lugar no gráfico. Com este single e "7 Rings" no top 2, Grande também se tornou a segunda artista feminina a ocupar os dois primeiros lugares no chart desde Madonna em agosto de 1985. Ela também se tornou a primeira artista feminina a  colocar três singles no topo das paradas. em menos de 100 dias e quarto artista em geral depois de Elvis Presley e Justin Bieber. A música caiu para o número dois na semana seguinte, com "7 Rings" recuperando a posição número um, tornando-se assim a primeiro artista na história do gráfico a se auto-substituir por duas semanas consecutivas.
Na Irlanda, a canção estreou em primeiro lugar no Irish Singles Chart, tornando-se o quinto single de Grande no topo da tabela, empatando com Rihanna com o maior número de singles no topo na década de 2010. Ela se tornou a primeira pessoa a se substituir no topo da parada desde Ed Sheeran em 2017, e também a segunda artista feminina desde Britney Spears a alcançar quatro números um no gráfico em menos de um ano.
Nos Estados Unidos, "Break Up with Your Girlfriend, I'm Bored" estreou no número dois na Billboard Hot 100, tornando-se o 13º single de Grande no top 10 do chart. Com este single no número dois, "7 Rings" no número um e "Thank U, Next" no número três simultaneamente, Grande tornou-se o primeiro artista a monopolizar os três primeiros números no chart desde os Beatles em 1964, tornando-se o primeiro artista solo e a primeira artista feminina a fazê-lo. Além disso, em 4 de maio de 2019, "Break Up with Your Girlfriend, I'm Bored" tornou-se o terceiro single número um consecutivo de Grande  na parada de músicas Dance dos Estados Unidos .

## Vídeo musical

Ariana Grande com o ator Charles Melton e a modelo Ariel Yasmine no clipe de canção

O videoclipe da música acompanhou seu lançamento no mesmo dia do álbum, estreando no canal do YouTube de Grande. Foi dirigido por Hannah Lux Davis e apresenta a participação do ator Charlie Melton, conhecido por atuar no seriado Riverdale, e da modelo Ariel Yasmine.

### Sinopse
O vídeo começa com Ariana Grande, usando uma peruca loira, chegando em um clube. Ela vê Melton e sua namorada Yasmine, que se parece com a própria Grande, usando seu rabo de cavalo exclusivo, chegando ao clube e dançando juntos. O casal nota Grande olhando para eles e convidando-a para dançar com eles, o que ela faz tão intimamente. Mais tarde naquela noite, o casal compartilha bebidas com ela no bar e a convida para sua festa na noite seguinte, embora Grande esteja com inveja de seu romance.
Na noite seguinte, Grande chega à festa de Melton e Yasmine, usando seu penteado normal e uma roupa preta parecida com a de Yasmine. Ela segue o casal ao redor da casa, com Melton e Yasmine olhando para ela separadamente, sem que o outro saiba, e observa enquanto o casal se beija na frente de sua piscina e no salão. Em um ponto, Grande olha para si mesma no espelho do banheiro, apenas para Yasmine aparecer em vez de seu próprio reflexo.
No final do vídeo, Melton e Yasmine estão juntos em um lado da piscina, enquanto Grande está sozinha do outro lado, observando-os. Ela começa a se inclinar em direção a Melton e parece fazer um movimento sobre ele, mas de repente se vira para Yasmine e elas se inclinam para um beijo (embora o vídeo comece a escurecer antes dele aparecer).

## Faixas e formatos
| Download digital e streaming |                                            |         |  |
| N.º                          | Título                                     | Duração |  |
| 1.                           | "Break Up with Your Girlfriend, I'm Bored" | 3:10    |  |

| Vinil e fita cassete |                                                             |         |  |
| N.º                  | Título                                                      | Duração |  |
| 1.                   | "Break Up with Your Girlfriend, I'm Bored"                  | 3:10    |  |
| 2.                   | "Break Up with Your Girlfriend, I'm Bored" (versão editada) | 3:10    |  |

## Créditos
Todo o processo de elaboração de "Break Up with Your Girlfriend" atribui os seguintes créditos:
Gravação
- Gravada em dezembro de 2018 nos MXM Studios (Los Angeles, Califórnia; Estocolmo) e Wolf Cousins Studios (Estocolmo)
- Mixada nos MixStar Studios (Virginia Beach, Virgínia)
- Masterizada nos Sterling Sound (Nova Iorque)

Publicação
- Publicada pelas empresas Universal Music Corp./GrandAri Music (ASCAP), MXM — administrada pela Kobalt — (ASCAP), Wolf Cousins (STIM), Kandney Music/Air Control Music/EMI April Music e SheK 'Em Down Music/BMG
- Contém demonstrações de "It Makes Me Ill", composta por Kandi Burruss e Kevin Briggs e interpretada por 'N Sync, e publicada pelas empresas Kandney Music/Air Control Music/EMI April Music e SheK 'Em Down Music/BMG

Produção
| - Ariana Grande: composição, vocais, produção vocal - Max Martin: composição, produção, baixo, baterias, teclados, programação - Ilya Salmanzadeh: composição, produção, baixo, baterias, teclados, programação - Savan Kotecha: composição - Kandi Burruss: composição - Kevin Briggs: composição | - Sam Holland: engenharia - Jeremy Lertola: assistência de engenharia - Cory Bice: assistência de engenharia - Serban Ghenea: mixagem - John Hanes: assistência de mixagem |

## Desempenho nas tabelas musicais
| Tabela musical (2019)                                  | Melhor posição |
| ------------------------------------------------------ | -------------- |
| Alemanha (Media Control Charts)                        | 8              |
| Austrália (ARIA Charts)                                | 2              |
| Áustria (Ö3 Austria Top 40)                            | 6              |
| Bélgica (Ultratop 50 de Flandres)                      | 27             |
| Bélgica (Ultratop 40 da Valônia)                       | 31             |
| Brasil (Top 50 Streaming)                              | 50             |
| Canadá (Canadian Hot 100)                              | 2              |
| Dinamarca (Tracklisten)                                | 4              |
| Escócia (The Official Charts Company)                  | 10             |
| Eslováquia (IFPI Slovenská Republika)                  | 1              |
| Espanha (Productores de Música de España)              | 21             |
| Estados Unidos (Billboard Hot 100)                     | 2              |
| Estados Unidos (Pop Songs)                             | 3              |
| Estados Unidos (Rhythmic Songs)                        | 10             |
| Estados Unidos (Hot Dance Club Songs)                  | 1              |
| Estônia (Eesti Singlid Tipp-40)                        | 2              |
| Finlândia (IFPI Finlândia)                             | 3              |
| França (Syndicat National de l'Édition Phonographique) | 13             |
| Grécia (Greece Digital Songs)                          | 1              |
| Hong Kong (Hong Kong Airplay Chart)                    | 3              |
| Hungria (Magyar Hanglemezkiadók Szövetsége)            | 4              |
| Irlanda (Irish Recorded Music Association)             | 1              |
| Islândia (Lagalistinn)                                 | 17             |
| Itália (Federazione Industria Musicale Italiana)       | 35             |
| Letônia (EHR Top 40)                                   | 19             |
| Líbano (The Official Lebanese Top 20)                  | 20             |
| Malásia (Recording Industry Association of Malaysia)   | 2              |
| Noruega (VG-lista)                                     | 4              |
| Nova Zelândia (NZ Top 40 Singles)                      | 1              |
| Países Baixos (MegaCharts)                             | 11             |
| Portugal (Associação Fonográfica Portuguesa)           | 2              |
| Reino Unido (UK Singles Chart)                         | 1              |
| Chéquia (IFPI Česká Republika)                         | 2              |
| Singapura (Recording Industry Association Singapore)   | 2              |
| Suécia (Sverigetopplistan)                             | 6              |
| Suíça (Schweizer Hitparade)                            | 5              |
| União Europeia (Euro Digital Songs)                    | 7              |

| País (Empresa)        | Certificação |
| --------------------- | ------------ |
| Austrália (ARIA)      | Ouro         |
| Canadá (Music Canada) | Platina      |
| Nova Zelândia (RMNZ)  | Ouro         |
| Reino Unido (BPI)     | Platina      |

## Histórico de lançamento
| Região         | Data                    | Formato(s)                  | Gravadora |
| -------------- | ----------------------- | --------------------------- | --------- |
| Mundo          | 8 de fevereiro de 2019  | Download digital, streaming | Republic  |
| Estados Unidos | 12 de fevereiro de 2019 | Rádios mainstream           | Republic  |
| Estados Unidos | 12 de fevereiro de 2019 | Rádios rhythmic             | Republic  |